# Interrupce v Dánsku
Interrupce v Dánsku byly plně legalizovány 1. října 1973, což umožnilo provést zákrok na vyžádání, pokud těhotenství ženy nepřesáhlo dvanáctý týden. Podle dánských zákonů musí být pacientka starší 18 let, než se sama rozhodne pro potrat; u mladistvých je vyžadován souhlas rodičů, s výjimkou zvláštních okolností. Potrat lze provést i po dvanáctém týdnu těhotenství, pokud je život nebo zdraví ženy v ohrožení. Ženě může být rovněž uděleno povolení k přerušení těhotenství po dvanáctém týdnu, pokud se prokáže, že existují určité okolnosti (například špatný socioekonomický stav ženy; riziko vrozených vad u dítěte; těhotenství je důsledkem znásilnění; riziko poškození duševního zdraví matky).

## Historie
Dánský zákoník z roku 1683 požadoval popravu každé neprovdané ženy, která ukončila těhotenství.
Zákon z roku 1714 rozšířil trest smrti na porodní asistentky, které vyvolávaly potraty, i když není jasné, jak často byl trest vykonáván. Případ z roku 1760 zahrnující užívání nelegálních potratových léků byl administrativně vyřešen pokutou; soudní spor v roce 1772 nad ženou, která zemřela po nezákonném podávání léků, rovněž vedl pouze k pokutě; a ke konci století byly tresty smrti běžně zmírňovány.
S novým trestním zákoníkem z roku 1866 byl maximální trest snížen na osm let veřejně prospěšných prací. V roce 1930 byl dále snížen na dva roky vězení a byla přidána výjimka pro těhotenství ohrožující život matky.
Problematika liberálních reforem v potratových zákonech byla řešena ve veřejné a politické debatě ve 20. a 30. letech 20. století, souběžně s debatou o sexuální výchově a kontrole porodnosti.
Potrat byl poprvé povolen v roce 1939; pokud lékaři usoudili, že těhotenství spadá do jedné ze tří kategorií (škodlivé nebo smrtelné pro matku, vysoké riziko vrozených vad nebo otěhotnění znásilněním), mohla žena legálně ukončit těhotenství. O něco více než polovina žádostí přijatých v letech 1954 a 1955 byla přijata; nízké míry přijetí byly spojeny s nárůstem nezákonných potratů prováděných mimo hranice nemocnic. Dne 24. března 1970 byl schválen dodatek k zákonu z roku 1939, který umožňoval potraty na vyžádání pouze ženám mladším 18 let, které byly považovány za „nepřipravené na mateřství“, a ženám starším 38 let.
Zákon z roku 1973 je dodnes stále platný a ruší zákon z roku 1970.
V roce 2013 byla míra potratů 12,1 potratů na 1000 žen ve věku 15–49 let, což je pod průměrem severských zemí (Dánsko, Finsko, Island, Norsko a Švédsko). Drtivá většina Dánů podporuje přístup k legálním potratům. V roce 2007 průzkumy veřejného mínění zjistily, že toto právo podporuje 95 %.

## Faerské ostrovy
Potraty na Faerských ostrovech se stále řídí dánským zákonem z roku 1956, který omezuje potraty na výše uvedené tři okolnosti (těhotenství je škodlivé nebo smrtelné pro matku, vysoké riziko vrozených vad nebo otěhotnění znásilněním), protože dánští politici historicky nebyli ochotni vnutit dánský zákon o potratech konzervativnější faerské populaci. V roce 2018 byla politika potratů formálně převedena na faerský parlament.
V roce 2020 činila míra potratů na Faerských ostrovech 2,9 potratu na 1000 žen ve věku 15–44 let, což je zhruba jedna čtvrtina tolik co v Dánsku. Některé faerské ženy navíc cestují do Dánska, aby potrat podstoupily.

## Grónsko
Potrat v Grónsku byl legalizován dne 12. června 1975, podle legislativy rovnocenné s dánským zákonem.
V roce 2019 byla míra potratů v Grónsku 79,7 potratů na 1000 žen ve věku 15–44 let, což je jedna z nejvyšších na světě a přibližně šestkrát vyšší než v Dánsku; počet potratů od roku 2013 každoročně překračuje počet živě narozených dětí.